# Santuario di Maria Santissima Annunziata
(Mons. Simone del Pozzo Vescovo di Catania, Arch. Cur. Arc. Cat., Volume Tutt'Atti 15 giugno 1388)
La chiesa di Maria Santissima Annunziata di Pedara è un santuario mariano, filiale della chiesa madre Basilica di Santa Caterina, facente parte dell'arcidiocesi metropolitana di Catania e dell'XI vicariato Paesi della Zona Bosco.
Posta su una collina situata a nord del paese, intitolata alla patrona del paese ,è il cuore della maggiore devozione religiosa pedarese.

## Storia

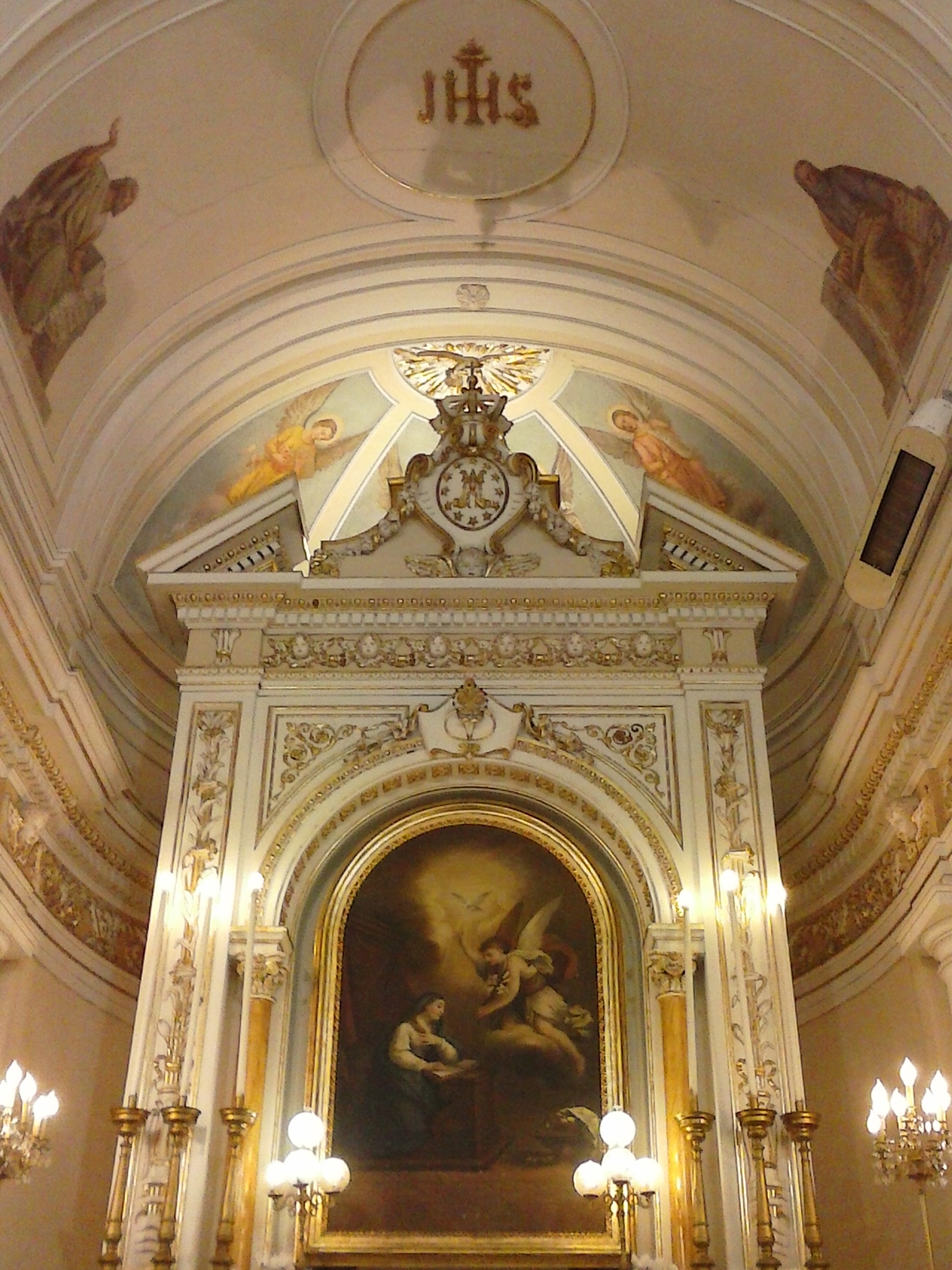
Macchina dell'altare maggiore

L'origine di questa chiesa affonda le sue radici nel XIV secolo. Il 15 giugno 1388, infatti, l'allora vescovo di Catania mons. Simone del Pozzo concedeva agli onesti e devoti abitanti di Pedara  la licenza di costruzione della loro prima chiesa parrocchiale sotto il titolo della "gloriosissima Vergine Maria Madre di Dio". Il luogo designato per la costruzione è il loco Trinconelli, Trinconello, dove è presente una cisterna. I lavori di costruzione dovettero procedere abbastanza velocemente se già nel 1390 abbiamo la nomina del primo parroco nella persona del sacerdote Giovanni da Catania.
Il documento di licenza, però, non ci dà altre notizie per individuare con esattezza il sito e non esplicita nemmeno il titolo mariano alla quale era dedicata questa prima chiesa. A questo secondo quesito ci viene in aiuto un documento del 1422 riguardante una concessione di terra in contrada Pedara, vicino alla chiesa di santa Maria Annunziata, circondata da ogni parte dalla sciara nuova ; se, a distanza di soli 32 anni dalla sua costruzione, è chiamata di "santa Maria Annunziata" è lecito credere che questo sia stato il suo titolo sin dalla fondazione. Varie ipotesi, invece, sono state avanzate circa il luogo esatto della sua ubicazione ma soltanto ulteriori studi potranno darci una risposta certa. 
Come abbiamo riportato sopra, la chiesa nel 1422 era circondata da una nuova colata lavica, probabilmente quella del 1408, e altre ancora, specialmente tra il 1536 e il 1537, si abbatterono sul territorio spingendo i Pedaresi a stabilirsi più a valle dando vita agli odierni quartieri "san Biagio" e "Matrice". Qui, nel 1547, iniziarono la costruzione della nuova chiesa parrocchiale dedicata a santa Caterina d'Alessandria che divenne compatrona del paese insieme all'Annunziata; la prova che i Pedaresi non avevano abbandonato la loro devozione alla Madonna fu tangibile: l'altare maggiore della nuova chiesa era infatti dedicato all'Annunziata.
Intanto, sul finire del '500, Ludovico Pappalardo, nonno di don Diego Pappalardo, in un suo podere costruì la nuova chiesa con diritto di sepoltura e di patronato; tali diritti furono esercitati dai suoi discendenti almeno fino al XIX secolo.
Dopo il terremoto del 1693 venne ricostruita grazie all'opera instancabile di don Diego Pappalardo che la ultimò nel 1695.

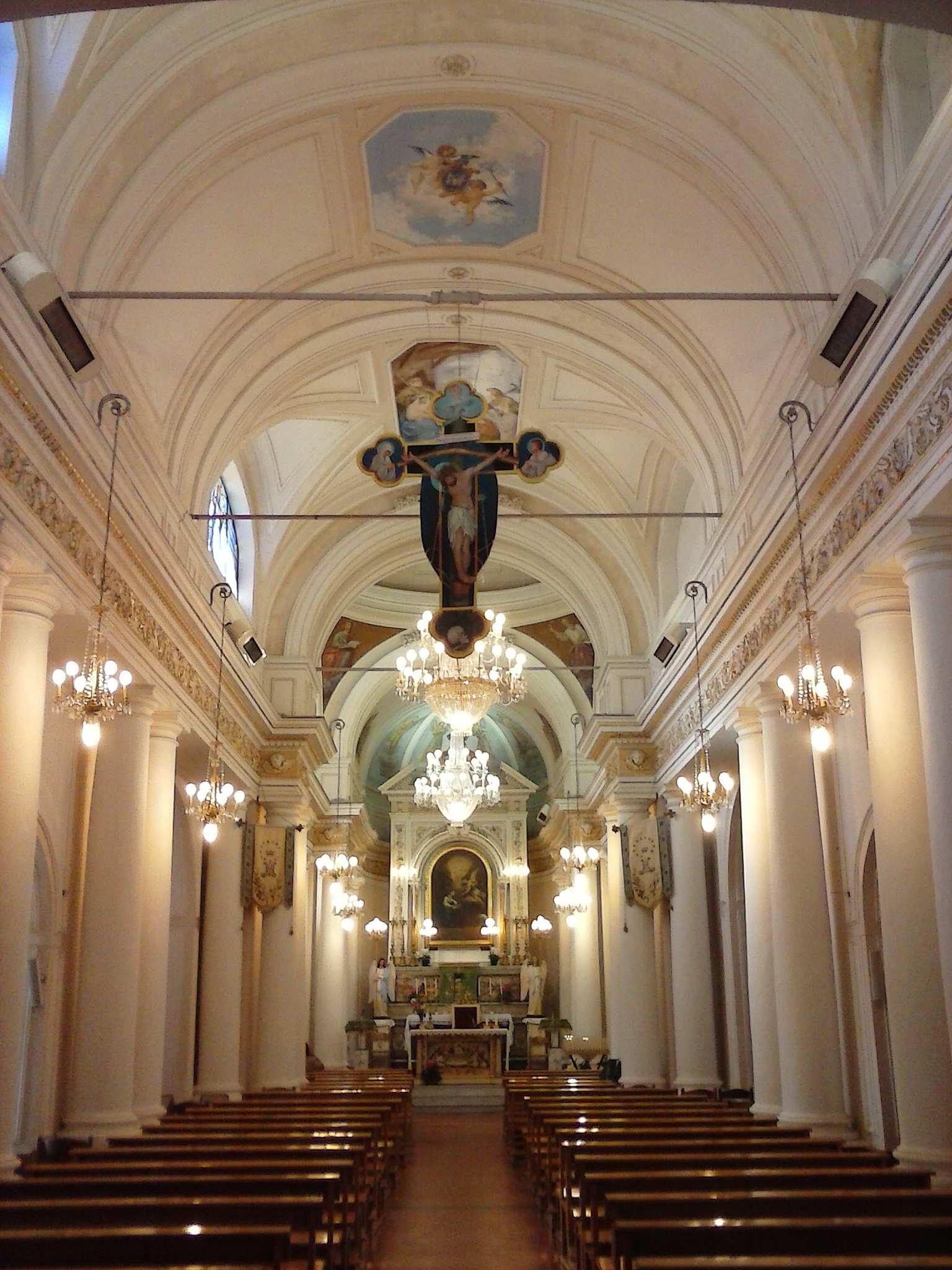
Navata centrale del Santuario

Nel 1810 un "dinastes" della famiglia Pappalardo, tale Giovanni Papalardo, sopraelevò la volta a vele con il "cappellone" nei pressi dell'abside, ed ornò l'interno con avamposti alle pareti e una fuga di colonne che reggono tutta la trabeazione.
Nella seconda metà dell'800, probabilmente nel 1888 in concomitanza con la costruzione dello splendido fercolo per la festa esterna della Madonna, la chiesa fu ampliata con l'aggiunta della navata di destra, sufficiente per custodire il fercolo che vi rimase fino al 1935. Nel 1908 fu aggiunta la navata di sinistra.
Custodisce i resti mortali della Serva di Dio Giuseppina Faro (1847 - 1871), giovane pedarese morta in odore di santità per la quale è ancora in corso il processo di beatificazione.
Da sempre meta di tanti pellegrinaggi, poi incrementati anche per la presenza della tomba della "beata Peppina" (così la chiamano i Pedaresi sin dalla sua morte), nel 1971 l'arcivescovo di Catania, mons. Guido Luigi Bentivoglio, la elevò alla dignità di santuario mariano diocesano.

## Descrizione

### Esterno
La chiesa presenta un'ampia facciata che rispecchia la tripartizione degli spazi interni. È scandita da paraste e portali tra i quali, di notevole rilievo, è quello centrale. Si tratta di una composizione caratterizzata dalle nervature costituite da blocchi di pietra lavica disposte verticalmente e da un timpano spezzato su cui si apre una finestra. Sul portale centrale è collocato lo stemma in pietra bianca dei discendenti di don Diego Pappalardo che, durante il settecento, avevano acquistato il titolo baronale e abbreviato il cognome in Papardo.
Al di sopra del timpano si erge il campanile in pietra bianca affiancato da due piccole effigi degli apostoli Pietro e Paolo; esso è testimone della costruzione precedente ai lavori di riassetto.
Alla chiesa si accede attraverso un'ampia scalinata in pietra lavica costruita tra il 1958 e il 1959; fino ad allora il livello stradale era più alto e la strada faceva da cavalcavia dinanzi al cancello che chiudeva il sagrato e l'accesso al cimitero.

### Interno

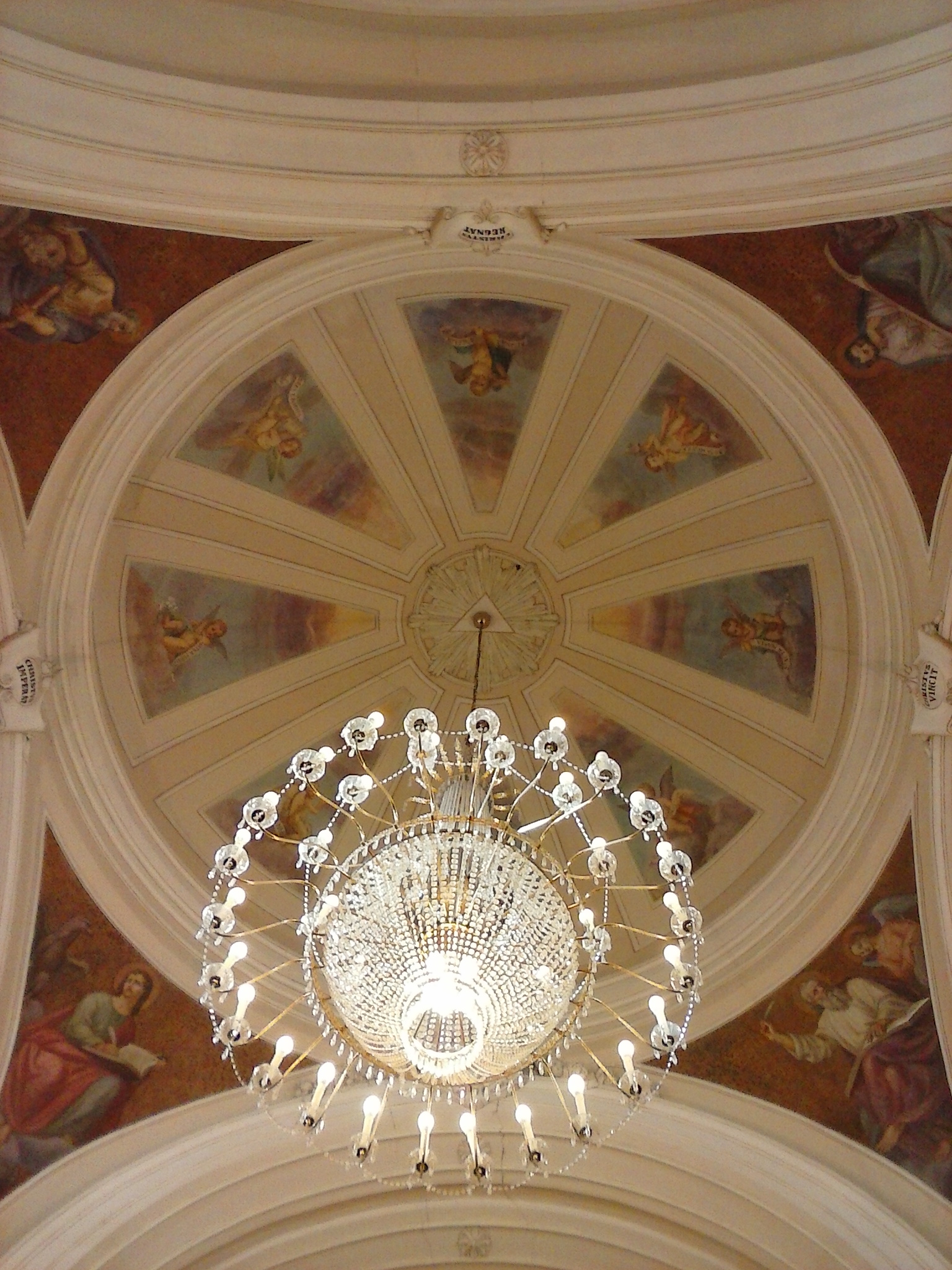
Interno della cupola

L'interno è a pianta basilicale con abside unica. La navata centrale è separata dalle due laterali grazie ad una fuga di colonne addossate a pilastri separati da arcate. Sulla volta, all'interno di tre riquadri, sono affrescati: La Visitazione, due angeli reggenti il monogramma mariano, e la Natività di Gesù.

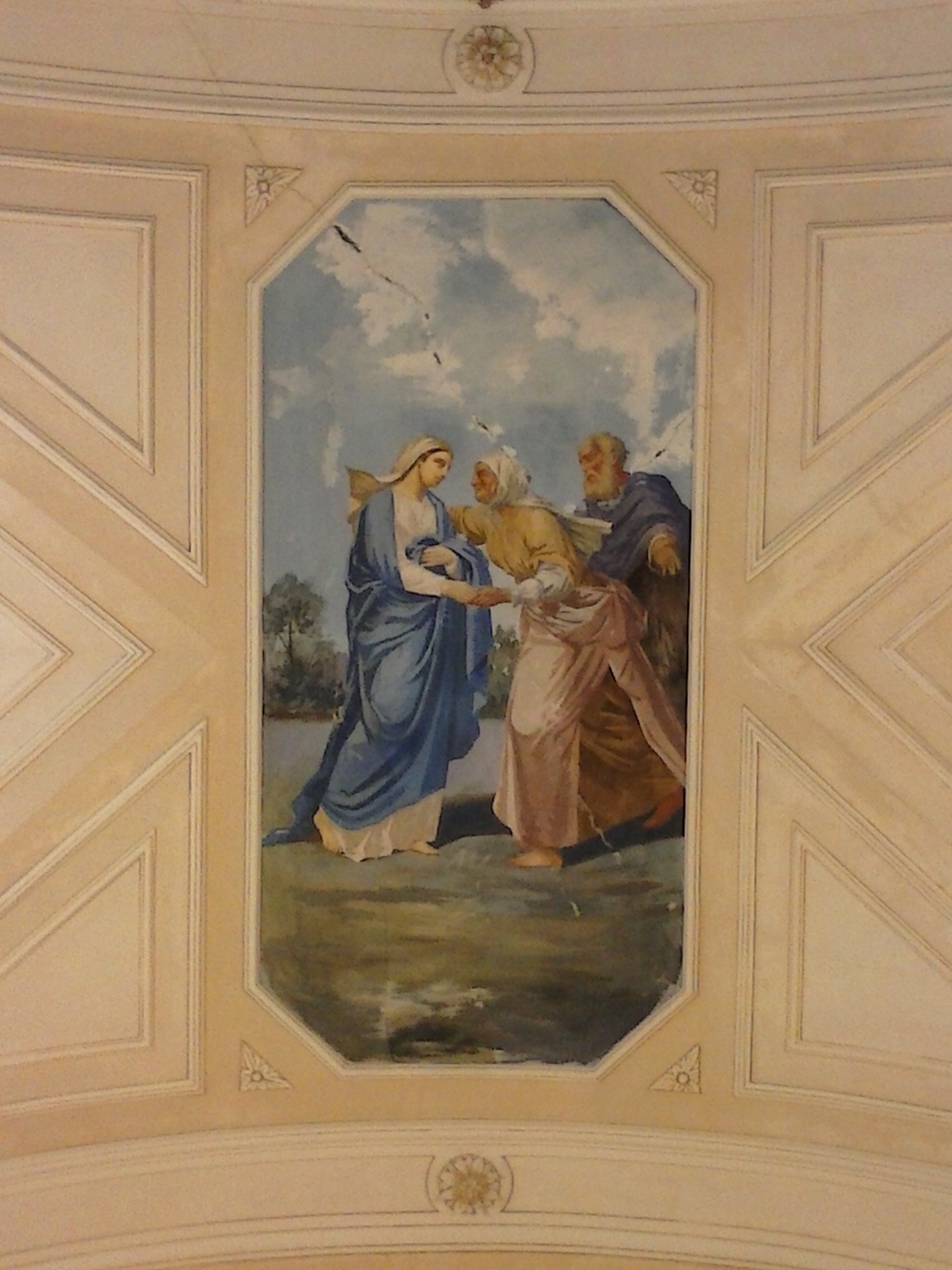
Affreschi sulla volta della navata centrale, particolare della Visitazione

Al termine di essa, prima del presbiterio, si innalza una finta cupola che agli angoli della base reca affrescati i quattro evangelisti; all'interno sono dipinti angeli che recano in mano alcuni simboli mariani. Sulla volta del piccolo presbiterio sono raffigurati i profeti messianici Isai e Aggeo, mentre nel catino absidale quattro angeli fanno da corona ad una macchina d'altare in muratura con stucchi realizzata tra il 1935 e il 1936, in sostituzione di una più antica in legno; custodisce, all'interno di una nicchia, il gruppo statuario dell'Annunziata celato da una porta di castagno. Il simulacro della patrona, tanto caro ai Pedaresi, è visibile solo due volte all'anno: il 25 marzo, per la festa liturgica, e durante i festeggiamenti patronali esterni della seconda settimana di settembre. Durante tutto l'anno, dinanzi alle porte di castagno, è posta una tela di epoca ed autore ignoti, raffigurante l'Annunciazione.
L'altare principale della navata di destra, un tempo dedicato a san Francesco da Paola, custodisce il simulacro di san Giuseppe in cartone romano dei primi anni del 1900.
Lungo questa navata sono collocati due altari: il primo è dedicato al Crocifisso e fino ai furti degli anni 1974 e 1975, era sormontato da una tela raffigurante la crocifissione che durante uno di quegli eventi fu sfregiata e danneggiata; venne sostituita dal pregevole Crocifisso custodito nella piccola chiesa di san Vito (forse risalente al XVI secolo) e dalle statue dell'Addolorata e dell'apostolo Giovanni, opere provenienti dai laboratori di Ortisei (BZ). La tela adesso si trova nella chiesa della Madonna della Stella. Nel 1989 l'antico Crocifisso fu definitivamente restituito alla chiesa di san Vito e sostituito da una nuova opera lignea proveniente anch'essa da Ortisei.
Il secondo altare, invece, fu costruito da un pedarese trasferitosi in Calabria nel 1936, quando quest'ultimo tratto di navata fu liberato dal fercolo e dalle candelore o cerei; è dedicato all'Ecce Homo raffigurato in un piccolo simulacro in cartapesta.
La navata di sinistra è invece dedicata al Sacro Cuore di Gesù, la cui effigie sovrasta il suo altare principale. Lungo la navata vi sono gli altari: della Beata Vergine Maria del Monte Carmelo raffigurata in una tela ottocentesca del pittore catanese Giuseppe Zacco mentre consegna l'abito dell'ordine a san Simone Stock, e di san Francesco da Paola raffigurato in una tela mentre spezza una moneta dinanzi al re Ferdinando I di Napoli; quest'ultimo prima dei furti degli anni '70 del novecento era dedicato al Santissimo Sacramento Ritrovato.

## Feste
- 25 marzo: Annunciazione del Signore, preceduta da un triduo eucaristico, culmina con l'esposizione del simulacro dell'Annunziata alla venerazione per l'intera giornata festiva e il susseguirsi di celebrazioni liturgiche.
- II domenica di settembre e lunedì successivo: Festa Patronale di Maria Santissima Annunziata, con la processione per l'offerta della cera e dei fiori (venerdì precedente), la sfilata dei "cerei" e l'apertura dei carri mariani (sabato precedente), processione del venerato simulacro mariano della patrona per le vie del paese (domenica e lunedì).
- III domenica di settembre: Maria Santissima Annunziata, ottava della festa, celebrazioni liturgiche in Santuario con la tradizionale "velata" del simulacro.